# Giovanni Penzi
Giovanni Penzi detto Gianni (Canaro, 18 giugno 1902 – Trieste, 3 luglio 1975) è stato un calciatore italiano, di ruolo portiere.

## Carriera
Studente di farmacia presso l'Università di Parma, debutta difendendo la porta del neonato Fiorenzuola, dove milita tra il 1922 e il 1924. Lasciata la formazione valdardese, passa al Parma, con cui esordisce nel campionato di Seconda Divisione 1924-1925; con i ducali gioca anche il campionato di Prima Divisione 1925-1926, concluso al penultimo posto. Esordisce nella massima serie il 24 gennaio 1926, nella vittoria interna per 5-3 sul Mantova, e colleziona 11 presenze subendo 24 reti, impiegato come titolare nella seconda metà della stagione al posto del collega Giovannini, e a causa dell'assenza dell'altro portiere Bruno Alfieri, impegnato nel servizio militare.
Rimane a Parma fino al 1929, totalizzando complessivamente 63 presenze e 89 reti subite; si trasferisce poi al Piacenza, impegnato nei campionati di Prima Divisione (nel frattempo declassata a terza serie del calcio italiano). Con i biancorossi disputa tre stagioni da titolare, prima di cedere il posto alla riserva Perfetti a partire dalla stagione 1932-1933. Nelle sue tre annate piacentine si distingue per l'alternanza tra buone prestazioni ed errori madornali, tra cui quello che decide il derby con il Fiorenzuola nella stagione 1931-1932.
Lascia il Piacenza nell'estate 1933, dopo una stagione di inattività, in quanto posto in lista di trasferimento.

## Attività sportiva extracalcistica
Oltre al calcio, Penzi ha praticato il salto in alto: le cronache dell'epoca segnalano che era in grado di saltare da fermo fino ad un'altezza di 1,5 metri. Inoltre è stato tra i fondatori del Rugby Parma, nel 1931.

## Palmarès

### Club

#### Competizioni nazionali
- Seconda Divisione: 1

Parma: 1924-1925